# 一場武平
一場 武平（いちば ぶへい、1891年〈明治24年〉4月5日 - 没年不詳）は、日本の政治家・軍人。藍綬褒章（1963年）。

## 来歴
吾妻町（現・東吾妻町）生まれ。岩島高等小学校卒業。高崎歩兵第15連隊に入営。1921年（大正10年）、岩島村軍人分会会長に就任。1924年（大正13年）、岩島村消防組頭に就任。
1929年（昭和4年）、岩島村会議員に当選した。1933年（昭和8年）同村助役となった。1937年（昭和12年）助役に再任された。同年3月、村会議員の再選を果たした。1941年（昭和16年）8月に助役を辞職した。1942年（昭和17年）7月、村会議員に3選。1943年（昭和18年）同村参与となった。1946年（昭和21年）、岩島村長代理となった。
1947年（昭和22年）村長代理を辞め、公選村長に選出された。1951年（昭和26年）、任期満了で村長を退任して、村議会議員となり、議長に選出された。同年、吾妻郡町村会議長会長になった。1955年（昭和30年）3月、周辺自治体との合併により発足した原町の町議会議員となり、議長となった。同年4月1日、群馬県町村議会議長会長に就任した。同年6月、合併後最初の町議会議員選挙でも当選し、再び議長となった。同月、吾妻郡町村議会議長会長に就任した。同年7月には関東地方町村議会議長会長にも就任した。
1959年（昭和34年）4月21日、群馬県町村議会議長会長を退任した。同月30日、吾妻町長に就任。1963年（昭和38年）に再選された。1967年（昭和42年）3月に任期満了に伴い町長職を退いた。
少なくとも1971年（昭和46年）9月28日の段階では故人となっている。

## 栄典
- 1965年（昭和40年）4月 - 勲五等双光旭日章[7]